# Küküllő
Küküllő (románul: Târnava, németül: Kokel) folyó Romániában, Erdélyben, az Erdélyi-medencében.

## Neve
A küküllő szó jelentése kökényes, mely korai török eredetű és az avarok révén kerülhetett a magyar nyelvbe.

## Földrajza
A Küküllő az Erdélyi-medencét középen nyugati irányban átszelő nem túl hosszú, 28 km-es folyó, azonban a Nagy-Küküllővel együtt számított hosszúsága 249 km. Balázsfalva közelében jön létre a Kis-Küküllő és a Nagy-Küküllő összefolyásával, majd Mihálcfalvánál beletorkollik a Marosba. Végig Fehér megye területén folyik – és Balázsfalvát leszámítva – további jelentősebb települést nem érint. Legnagyobb mellékfolyója a Kis-Székás. Vízhozama jelentősen változó: mértek 2,7 m³/s (1950-ben), de 1600 m³/s (1970-ben) fölötti értéket is.

## Települések a folyó mentén
(Zárójelben a román név szerepel.)
- Balázsfalva (Blaj)
- Tűr (Tiur)
- Alsókarácsonfalva (Crăciunelu de Jos)
- Oláhcsesztve (Cistei)
- Obrázsa (Obreja)
- Mihálcfalva (Mihalț)
- Székelykeresztúr (Cristuru Secuiesc)